# Korrasion

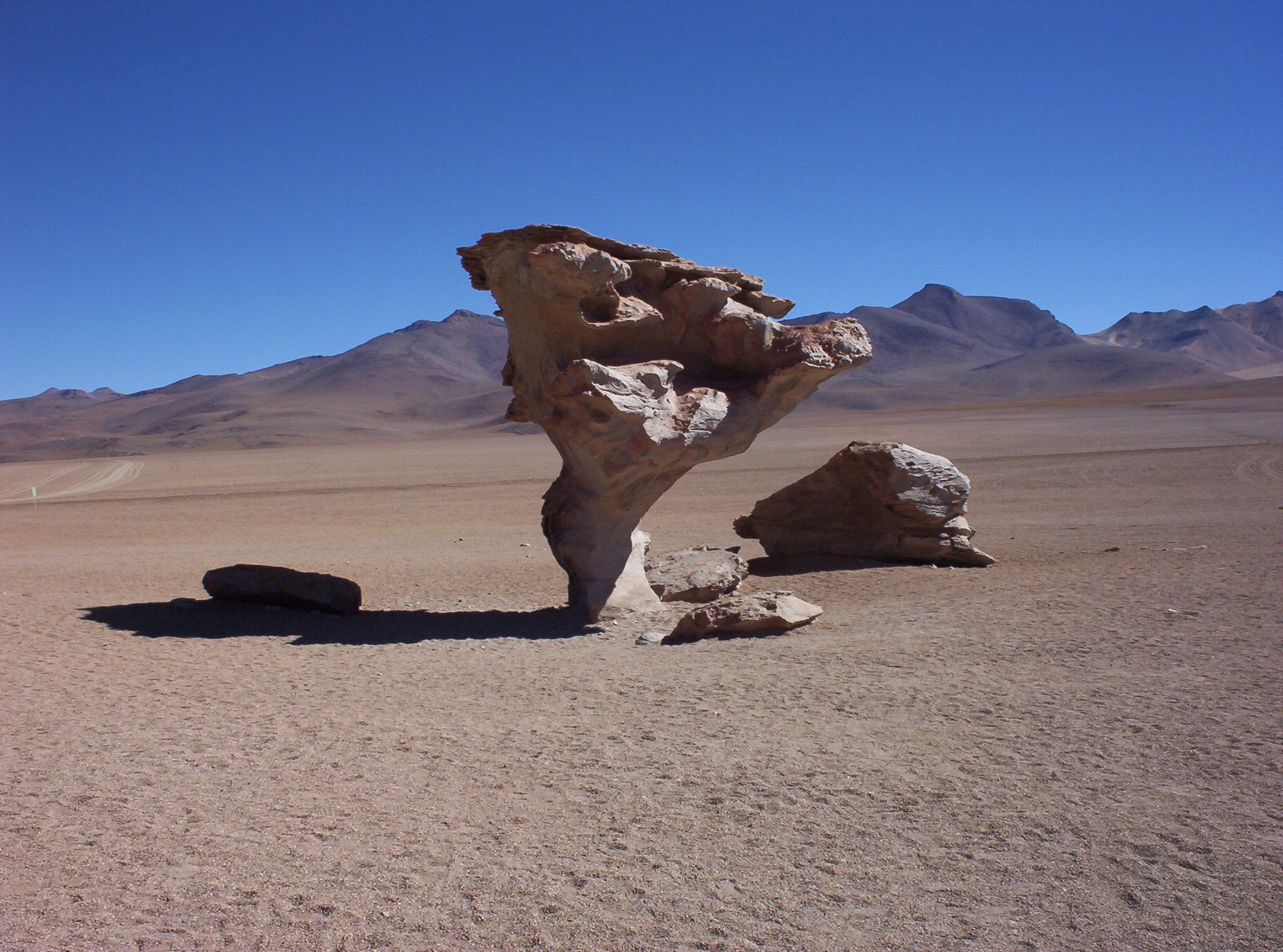
Bizarre Felsgebilde durch Windabrasion bei Uyuni

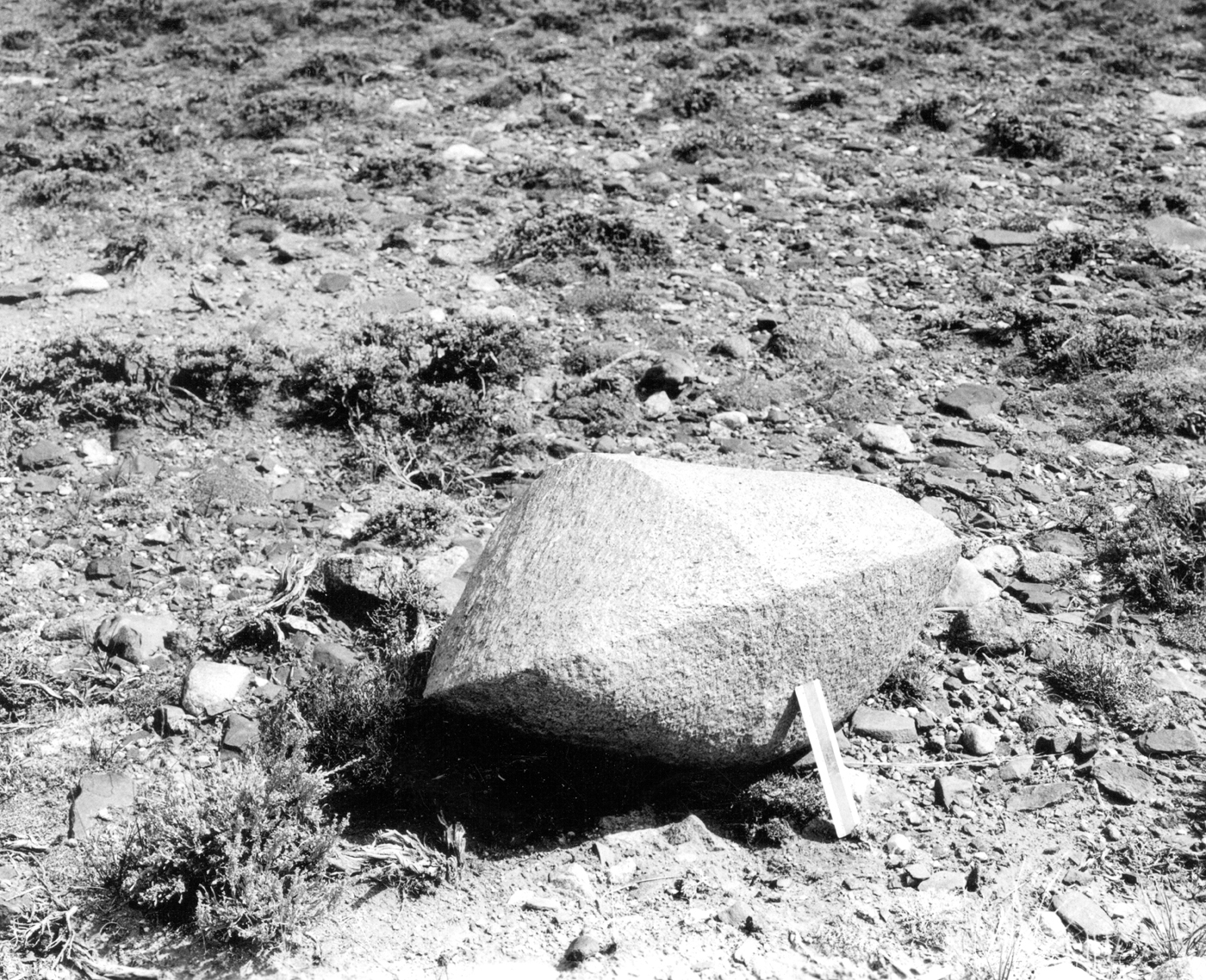
Windkanter im Sweetwater County, Wyoming

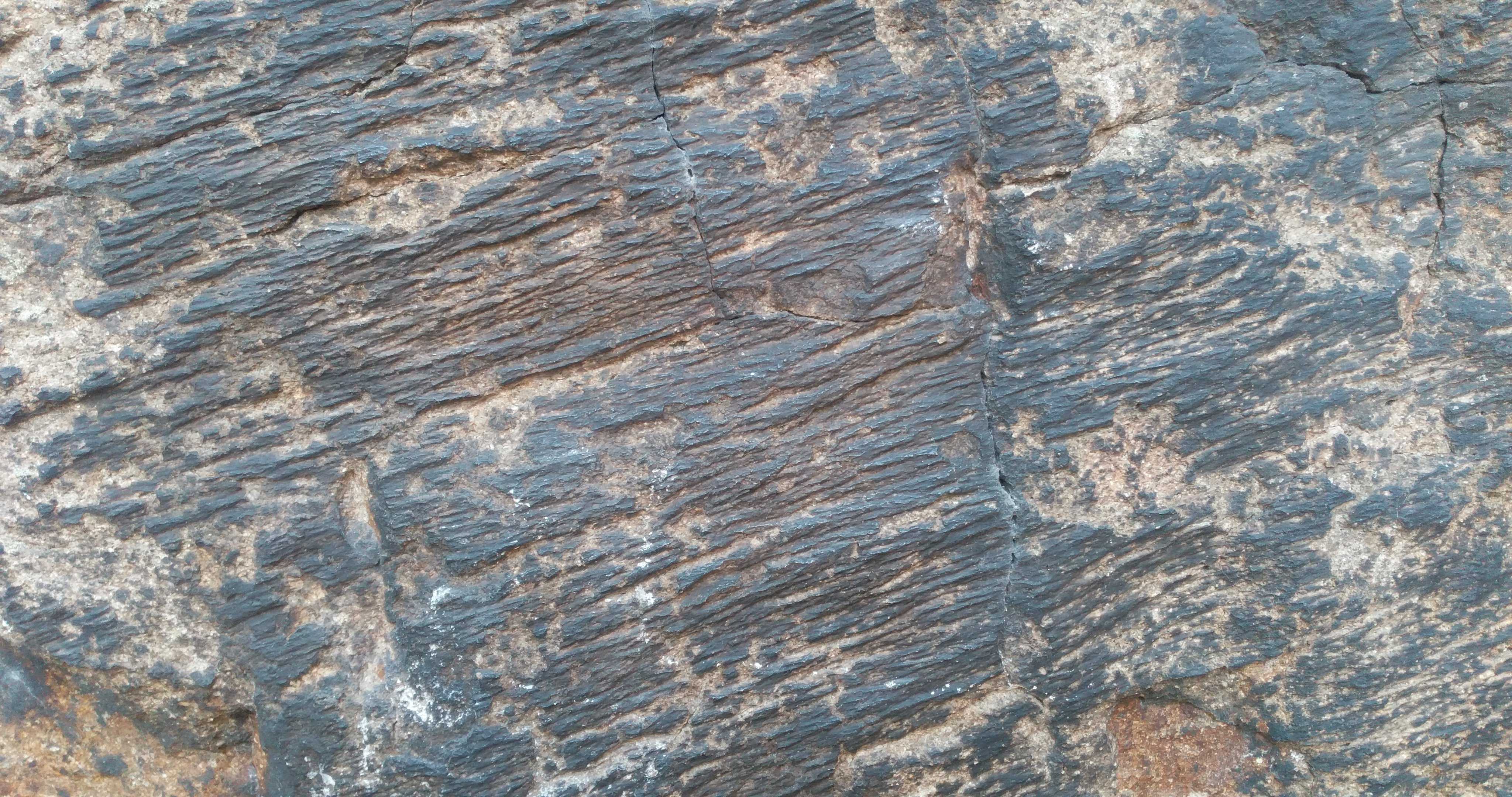
Windschliffe auf dem kleinen Berg in den Hohburger Bergen

Korrasion (zu lat. corradere „zerkratzen“, „abschleifen“) bezeichnet in erster Linie die Abtragung von Gestein durch Windschliff, aber auch vergleichbare Prozesse in Fließgewässern sowie in Maschinen und technischen Anlagen.

## Korrasion durch Wind
Korrasion oder Windabrasion bezeichnet die Abtragung von Gestein durch bewegtes Material (Staub, Sandkörner, Feinkies) ähnlich der Wirkungsweise eines Sandstrahlgebläses. Die Oberfläche der Gesteine erhält dabei einen Schliff (Windschliff). Ausprägung und Stärke der Korrasion sind abhängig von der Windgeschwindigkeit, der Windrichtung und deren Beständigkeit sowie von der Bodenbedeckung (Abwesenheit von Vegetation), dem Niederschlag und den Möglichkeiten für den Wind, hier anzugreifen und Partikel aufzunehmen (Deflation). Ein geringer Bodenbewuchs im Verbund mit einem hohen Anteil an Sedimenten bzw. Lockergesteinen geringer bis mittlerer Korngröße (Grobschluff, Sand, Feinkies) begünstigen die Korrasion. Solche Bedingungen finden sich auf der Erde vor allem in Wüsten.
Die durch Korrasion hervorgerufenen Felsformen weisen in Abhängigkeit von obigen Bedingungen unterschiedliche Ausprägungen auf, weshalb man Pilzfelsen, Yardangs, Windkanter, Rillen und Windstiche unterscheidet.
Ferner gibt es die Erscheinung der Geröllwüsten, die durch vom Wind verursachtes Abschleifen aus zuvor mit scharfkantigen Gesteinsbruchstücken bedeckten Flächen entstehen.
Windabrasion wird auch als äolische Verwitterung oder Windverwitterung bezeichnet, jedoch handelt es sich bei diesem Prozess nicht um Verwitterung im eigentlichen Wortsinn, da diese eine mehr oder weniger durchdringende (tiefgründige) Veränderung der Struktur und/oder des Mineralbestandes eines Gesteinskörpers beinhaltet, nicht aber eine einfache natürliche mechanische Bearbeitung der Gesteinsoberfläche. Wind kann allerdings eine unterstützende Rolle bei der Ausbildung bestimmter Verwitterungsformen spielen, beispielsweise bei der Entstehung von Tafone.

## Korrasion durch Wasser
In Fließgewässern bezeichnet der Begriff die Zerkleinerung von mitgeführtem Geröll sowie die damit einhergehende Abtragung von den Wänden in Höhlensystemen.

## Korrasion in der Technik
Im technischen Bereich versteht man unter Korrasion die mechanische Zerstörung oder Zermürbung von Maschinenteilen durch Feststoffe. Dies Problem ist vor allem in den Pelton- und Francis-Turbinen von Hochdruck-Pumpspeicherkraftwerken ein Problem, von dessen endgültiger Lösung man trotz moderner, den Druckleitungen vorgeschalteter Absetzanlagen noch weit entfernt ist.
Korrasion wird aber auch, als technischer Prozess, mit gewolltem Ergebnis der Materialabtragung, beim Sandstrahlen angewendet.